# Cerje Vivodinsko
Cerje Vivodinsko falu Horvátországban, a Károlyváros megyében. Közigazgatásilag Ozalyhoz tartozik.

## Fekvése
Károlyvárostól 22 km-re, községközpontjától 7 km-re északnyugatra a Kulpa bal partja és a szlovén határ közelében fekszik.

## Története
1642-ben „Cerje” néven említik először. A falunak 1857-ben 58, 1910-ben 61 lakosa volt. A trianoni békeszerződésig Zágráb vármegye Jaskai járásához tartozott. 2011-ben 22 lakosa volt.

## Lakosság
| Lakosság változása | Lakosság változása | Lakosság változása | Lakosság változása | Lakosság változása | Lakosság változása | Lakosság változása | Lakosság változása | Lakosság változása | Lakosság változása | Lakosság változása | Lakosság változása | Lakosság változása | Lakosság változása | Lakosság változása | Lakosság változása |
| ------------------ | ------------------ | ------------------ | ------------------ | ------------------ | ------------------ | ------------------ | ------------------ | ------------------ | ------------------ | ------------------ | ------------------ | ------------------ | ------------------ | ------------------ | ------------------ |
| 1857               | 1869               | 1880               | 1890               | 1900               | 1910               | 1921               | 1931               | 1948               | 1953               | 1961               | 1971               | 1981               | 1991               | 2001               | 2011               |
| 58                 | 61                 | 66                 | 74                 | 63                 | 61                 | 53                 | 51                 | 53                 | 47                 | 46                 | 54                 | 27                 | 51                 | 21                 | 22                 |

## Nevezetességei
Szent Miklós tiszteletére szentelt kápolnája a vivodinai Szent Lórinc plébánia filiája.